# Кахидзе, Аслан Байрамалиевич
Аслан Байрамалиевич Кахидзе (род. 28 октября 1988, Узынагаш, Алма-Атинская область) — казахстанский борец вольного стиля.

## Биография
Уроженец Алматинской области Жамбылского района села Узынагаш.
- Серебряный призёр Гран-при (Германия, 2013)
- Бронзовый призёр международного турнира памяти Динмухамеда Кунаева (Тараз, 2013)
- Бронзовый призёр Гран-при «Александр Медведь» (Беларусь, 2014)
- Серебряный призёр чемпионата Азии (Казахстан, 2014)
- Бронзовый призёр чемпионата Азии (Таиланд, 2016)